# Doug Smith (calciatore 1937)
Douglas Bryan Smith, meglio conosciuto come Doug Smith (Aberdeen, 18 novembre 1937 – Dundee, 5 dicembre 2012), è stato un dirigente sportivo e calciatore scozzese, di ruolo difensore.

## Biografia
Nato ad Aberdeen, Smith aveva tre fratelli, due dei quali giocarono anch'essi a calcio: Hugh, che giocò nel Forfar Athletic e Dave, che militò nell'Aberdeen e nei Rangers. Sposò May da cui ebbe i figli Louise e David.

## Carriera
Smith si forma nell'Aberdeen Lads dove gioca come centrocampista: lascerà questa posizione per divenire difensore quando il compagno di squadra Ron Yeats si trasferisce nel 1957 al Dundee Utd.
L'anno dopo anche Smith si aggrega agli neroarancio, giocandovi dal 1958 al 1976. Nei primi anni con il suo club fu relegato a riserva proprio di Yeats, esordendo in prima squadra solo nel settembre 1959 per sostituire proprio il compagno di squadra: quando Yeats fu ceduto nel 1961 al Liverpool lo sostituì come titolare. A partire dalla Scottish Division One 1970-1971 divenne anche il rigorista della sua squadra. Con gli Arabs, prima sotto la guida di Jerry Kerr e poi di Jim McLean, ottenne la promozione nella massima serie scozzese al termine della Scottish Division Two 1959-1960, vinse sette Forfarshire Cup oltre ad ottenere come miglior piazzamento il quarto posto nella Scottish Division One 1974-1975. Raggiunse la finale della Scottish Cup 1973-1974, persa contro il Celtic.
Con il suo club partecipò alla Coppa delle Fiere 1966-1967, ove eliminò nei sedicesimi di finale i campioni in carica del Barcellona, prima squadra scozzese a vincere in una trasferta in Spagna, ma venendo eliminato nel turno successivo dagli italiani della Juventus. Nella Coppa delle Fiere 1969-1970 si ferma ai tredicesimi, mentre nell'edizione seguente invece raggiunse i sedicesimi di finale.
Gioca anche nella Coppa delle Coppe 1974-1975, dove viene eliminato con i suoi agli ottavi di finale dai turchi del Bursaspor, ed alla Coppa UEFA 1975-1976, dove viene eliminato ai sedicesimi di finale dai lusitani del Porto.
Nell'estate 1967 con gli scozzesi disputò il campionato nordamericano organizzato dalla United Soccer Association: accadde infatti che tale campionato fu disputato da formazioni europee e sudamericane per conto delle franchigie ufficialmente iscritte al campionato, che per ragioni di tempo non avevano potuto allestire le proprie squadre. Il Dundee United rappresentò il Dallas Tornado, che concluse la Western Division al sesto ed ultimo posto.
Giocò l'ultima partita con il suo club nel gennaio 1976: in totale Smith giocò 628 partite ufficiali con i Tangerines e venne inserito nella hall of fame del club nel 2008.
Nel 1983 viene chiamato dal presidente Jim McLean a ricoprire la carica di vice-presidente del Dundee Utd: nel 2001 fu chiamato a sostituire McLean nella massima carica del club, in uno dei momenti più difficili del club, incarico dal quale però fu sollevato l'anno seguente. È stato più volte nelle commissioni della Federazione calcistica della Scozia e della Scottish Football League.

## Palmarès
- Forfarshire Cup: 7

Dundee Utd: 1960-1961, 1962-1963, 1964-1965, 1968-1969, 1971-1972, 1974-1975, 1975-1976